# Adam Śnieżek
Adam Walenty Śnieżek (ur. 25 lutego 1951 w Orzechówce) – polski polityk, związkowiec, poseł na Sejm III, VI, VIII i IX kadencji.

## Życiorys
Ukończył w 1974 studia na Wydziale Matematyki, Fizyki i Chemii Uniwersytetu Jagiellońskiego. Pracował zawodowo jako informatyk. W 1980 wstąpił do „Solidarności”, był jednym z liderów związku w Rzeszowie. W stanie wojennym został internowany na okres od 13 grudnia 1981 do 29 kwietnia 1982. Od początku lat 90. pełnił liczne funkcje w regionie NSZZ „S”. Sprawował mandat posła III kadencji wybranego z listy ogólnopolskiej Akcji Wyborczej Solidarność. W 2001 bez powodzenia ubiegał się o reelekcję z okręgu rzeszowskiego.
Od 1997 do 2004 był członkiem Ruchu Społecznego, zasiadał we władzach tej partii. Od 2005 związany (przez ponad dekadę jako bezpartyjny) z Prawem i Sprawiedliwością, z ramienia którego w tym samym roku bez powodzenia kandydował do Sejmu, a w 2006 uzyskał mandat radnego sejmiku podkarpackiego.
W przedterminowych wyborach parlamentarnych w 2007 bez powodzenia kandydował z listy PiS. W 2008, po wygaśnięciu mandatu Stanisława Zająca w związku z wyborem do Senatu, stał się pierwszym kandydatem do objęcia mandatu poselskiego. 9 lipca 2008 złożył ślubowanie poselskie, obejmując mandat posła VI kadencji. W 2009 bezskutecznie kandydował do Parlamentu Europejskiego. W 2011 nie uzyskał poselskiej reelekcji. Kandydował również do sejmiku województwa w 2014, a także do Sejmu w 2015. W 2018 został ponownie wybrany na radnego województwa. W 2019 objął mandat posła VIII kadencji w miejsce Bogdana Rzońcy. W wyborach w tym samym roku z powodzeniem ubiegał się o poselską reelekcję, otrzymując 11 260 głosów. W wyborach w 2023 nie został ponownie wybrany do Sejmu. W 2024 wystartował kolejny raz w wyborach do sejmiku, uzyskując mandat radnego VII kadencji.

## Odznaczenia
W 2016 został odznaczony Krzyżem Wolności i Solidarności, a w 2017 Krzyżem Kawalerskim Orderu Odrodzenia Polski.